# Альмагер
Альмагер (исп. Almaguer) — город и муниципалитет на юго-западе Колумбии, на территории департамента Каука. Входит в состав Южной провинции.

## История
Поселение, из которого позднее вырос город, было основано 19 августа 1551 года.

## Географическое положение

Муниципалитет Альмагер

Город расположен в южной части департамента, в горной местности Центральной Кордильеры, на расстоянии приблизительно 62 километров к юго-западу от города Попаян, административного центра департамента. Абсолютная высота — 2076 метров над уровнем моря.
Муниципалитет Альмагер граничит на севере с территорией муниципалитета Ла-Вега, на западе — с муниципалитетом Боливар, на юге и востоке — с муниципалитетом Сан-Себастьян. Площадь муниципалитета составляет 320 км².

## Население
По данным Национального административного департамента статистики Колумбии, совокупная численность населения города и муниципалитета в 2015 году составляла 21 243 человека.
Динамика численности населения муниципалитета по годам:
| 2005   | 2006   | 2007   | 2008   | 2009   | 2010   | 2011   | 2012   | 2013   | 2014   | 2015   |
| ------ | ------ | ------ | ------ | ------ | ------ | ------ | ------ | ------ | ------ | ------ |
| 20 463 | 20 570 | 20 671 | 20 765 | 20 853 | 20 934 | 21 009 | 21 077 | 21 139 | 21 194 | 21 243 |

Согласно данным переписи 2005 года мужчины составляли 50,6 % от населения Альмагера, женщины — соответственно 49,4 %. В расовом отношении белые и метисы составляли 79,2 % от населения города; индейцы — 20,8 %.
Уровень грамотности среди всего населения составлял 79 %.

## Экономика
Большинство населения занято в сельском хозяйстве.
53,2 % от общего числа городских и муниципальных предприятий составляют предприятия торговой сферы, 38,9 % — предприятия сферы обслуживания, 2,6 % — промышленные предприятия, 5,3 % — предприятия иных отраслей экономики.